# Омелюсік Микола Степанович
Микола Степанович Омелюсік (псевдо: «Поліщук») (7 (19) травня 1889, с. Ставки Полісся  — 6 серпня 1970, Філадельфія, США) — український військовий діяч, генерал-хорунжий (в еміграції) армії УНР.

## Життєпис
Народився на Поліссі у селянській родині. Родом з Гродненської губернії, православного віросповідання.
Загальна освіта — початкова, домашня.

### В армії Російської імперії
У 18-ти річному віці, у вересні 1907 року, добровільно поступив на військову службу, склавши іспити по наукам в обсязі загальної середньої освіти. Прослуживши 2 роки та здобувши унтер-офіцерське звання, у серпні 1909 року поступив в Іркутське військове училище, навчання в якому закінчив з відзнакою у серпні 1912 року та отримав офіцерський чин підпоручика (зі старшинством з 06.08.1911). Був направлений на службу в 53-й піхотний Волинський полк, займав посаду молодшого офіцера 15-ї роти.
Учасник Першої світової війни.
 На початку війни був переведений до 11-ї артилерійської бригади 11-ї піхотної дивізії, у складі якої брав участь в бойових діях на Південно-Західному фронті.
Під час війни був підвищений в чині до поручика, потім до штабс-капітана. В лютому 1917 року одержав чин капітана (зі старшинством з 27.12.1916). Був нагороджений п’ятьма бойовими орденами Російської імперії. 

### Перші визвольні змагання
З кінця 1917 року — командир гарматної бригади в армії УНР. У травні 1919 року спільно з отаманом Володимиром Оскілком формував Волинську групу та 4-ту Холмську дивізію. З червня 1919 року — черговий отаман штабу Волинської групи (командир генерал В. Петрів), яка брала участь в боях на польському і більшовицькому фронтах. Влітку і восени 1920 року — у Діючій армії УНР.
Після інтернування армії УНР у листопаді 1920 року, перебував у таборі «Каліш».

### В УПА
У роки Другої світової війни — учасник українського руху Опору. З травня 1943 року — в Українській Повстанській Армії. Очолював оперативний відділ Штаб Військової Округи «Заграва», з серпня 1943 року — начальник оперативного відділу Крайового Військового Штабу УПА-Північ.

### В еміграції
Урядом УНР у вигнанні підвищений у ранзі до генерал-хорунжого.
Після 1945 року переїхав до Аргентини, але згодом емігрував до США. Помер у Філадельфії.
Автор нарису «УПА на Волині в 1943 році».

## Нагороди
Російської імперії:
- Медаль «У пам'ять 300-річчя царювання дому Романових» (1913)
- Орден Святої Анни 4-го ступеню з написом «За хоробрість» (ВН від 04.01.1915, стор. 18)
- Орден Святого Станіслава 3-го ступеню з мечами та бантом (ВН від 13.02.1915, стор. 23)
- другий Орден Святого Станіслава 3-го ступеню з мечами та бантом (ВН від 31.08.1915, стор. 17)
- Орден Святого Станіслава 2-го ступеню з мечами (ВН від 25.09.1915, стор. 16)
- Орден Святого Володимира 4-го ступеню з мечами та бантом (ВН від 22.10.1916, стор. 44)